# Laikipia

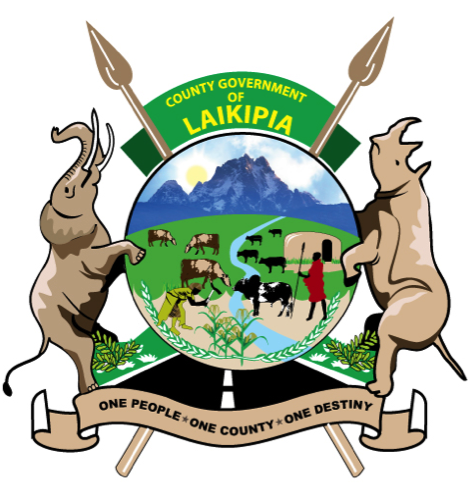
Vapensköld

Laikipia är ett av Kenyas 71 administrativa distrikt, och ligger i provinsen Central. År 1999 hade distriktet 322 187 invånare. Huvudorten är Nanyuki.